# Stenopsychodes montanus
Stenopsychodes montanus är en nattsländeart som beskrevs av Tillyard 1922. Stenopsychodes montanus ingår i släktet Stenopsychodes och familjen Stenopsychidae. Inga underarter finns listade i Catalogue of Life.